# مارتن دوليهال
مارتن دوليهال (بالتشيكية: Martin Doležal) هو لاعب كرة قدم تشيكي في مركز الهجوم، ولد في 3 مايو 1990 في فالاشسكي ميزيريتشي في جمهورية التشيك. لعب مع زبرويوفكا برنو ونادي سيغما أولوموتس ونادي يابلونتس.

## وصلات خارجية
- مارتن دوليهال على موقع الاتحاد الأوربي (الإنجليزية)
- مارتن دوليهال على موقع الاتحاد التشيكي (الإنجليزية)
- مارتن دوليهال على موقع قاعدة بيانات كرة القدم.إي يو (الإنجليزية)
- مارتن دوليهال على موقع ناشيونال فوتبول تيمز (الإنجليزية)
- مارتن دوليهال على موقع Soccerway.com (الإنجليزية)
- مارتن دوليهال على موقع عالم كرة القدم.نت (الإنجليزية)